# 奧斯汀鳥屬
奥斯汀鸟是一种与鸡形目相关的史前鸟类。其跗跖化石发现于晚白垩纪的德克萨斯。